# 96-я штурмовая авиационная дивизия
96-я штурмовая авиационная Амурская дивизия (96-я шад) — соединение Военно-Воздушных сил (ВВС) Вооружённых Сил РККА штурмовой авиации, принимавшее участие в боевых действиях Великой Отечественной войны.

## Наименования дивизии

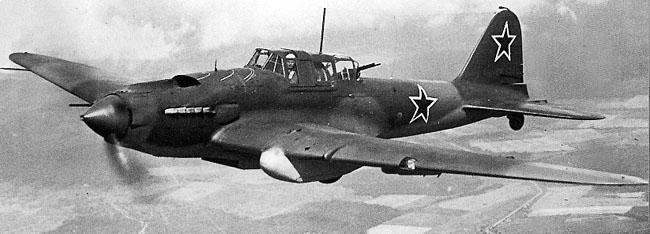
Ил-2

За весь период своего существования дивизия несколько раз меняла своё наименование:
- 96-я авиационная дивизия;
- 96-я смешанная авиационная дивизия;
- 96-я истребительная авиационная дивизия;
- 96-я штурмовая авиационная дивизия;
- 96-я штурмовая авиационная Амурская дивизия;
- 159-я штурмовая авиационная Амурская дивизия;
- Войсковая часть (Полевая почта) 74533.

## Создание дивизии
96-я штурмовая авиационная дивизия сформирована Приказом НКО СССР 24 августа 1941 года как 96-я смешанная авиационная дивизия. Неоднократно меняла наименование, в мае 1945 года преобразована в штурмовую авиационную дивизию.

## Переформирование дивизии
96-я штурмовая авиационная Амурская дивизия 20 января 1949 года переименована и получила наименование 159-я штурмовая авиационная Амурская дивизия.

## Расформирование дивизии
159-я штурмовая авиационная Амурская дивизия в 1956 году была расформирована в составе 29-й воздушной армии.

## В действующей армии
В составе действующей армии:
- с 9 августа 1945 года по 3 сентября 1945 года.

## Командир дивизии
| Звание                  | Имя                         | Период                  | Примечание                                              |
| ----------------------- | --------------------------- | ----------------------- | ------------------------------------------------------- |
| Полковник               | Рубанов Степан Ульянович    | 24.08.1941 — 30.12.1941 |                                                         |
| Майор                   | Червяков Ефим Степанович    | 09.01.1943 — 27.07.1942 | назначен командиром 149-й иад ПВО                       |
| Подполковник            | Панков Леонид Ефимович      | 16.08.1942 — 01.10.1944 | с 15 мая 1942 г. — заместитель, с 16 августа — командир |
| Подполковник, полковник | Кочергин Иван Александрович | 02.08.1944 — 01.02.1948 | переведён командиром 277-й шад                          |
| Полковник               | Петров Василий Петрович     | 1950 — 1951             |                                                         |

## В составе объединений
| Дата          | Фронт (округ)                 | Армия                     | Корпус                            | Примечания |
| ------------- | ----------------------------- | ------------------------- | --------------------------------- | ---------- |
| 24.08.1941 г. | Дальневосточный фронт         | 2-я Краснознамённая армия | ВВС 2-й Краснознамённой армии     | -          |
| 15.08.1942 г. | Дальневосточный фронт         | 11-я воздушная армия      | -                                 | -          |
| 20.12.1944 г. | Дальневосточный фронт         | ВВС фронта                | 18-й смешанный авиационный корпус | -          |
| 01.06.1945 г. | Дальневосточный фронт         | 10-я воздушная армия      | 18-й смешанный авиационный корпус | -          |
| 05.08.1945 г. | 2-й Дальневосточный фронт     | 10-я воздушная армия      | 18-й смешанный авиационный корпус | -          |
| 03.09.1945 г. | 2-й Дальневосточный фронт     | 10-я воздушная армия      | 18-й смешанный авиационный корпус | -          |
| 01.10.1945 г. | Дальневосточный военный округ | 10-я воздушная армия      | 18-й смешанный авиационный корпус | -          |
| 01.07.1946 г. | Дальневосточный военный округ | 10-я воздушная армия      | -                                 | -          |
| 20.02.1949 г. | Дальневосточный военный округ | 29-я воздушная армия      | -                                 | -          |
| 01.01.1956 г. | Дальневосточный военный округ | 29-я воздушная армия      | -                                 | -          |

## Части и отдельные подразделения дивизии
За весь период своего существования боевой состав дивизии не претерпевал изменения:
| Период                  | Наименование                          | Вооружение                                |
| ----------------------- | ------------------------------------- | ----------------------------------------- |
| 01.09.1941 — 27.12.1941 | 3-й истребительный авиационный полк   | И-16                                      |
| 01.01.1942 — 08.07.1944 | 306-й истребительный авиационный полк | И-16, И-15бис, убыл в 181-ю иад           |
| 01.01.1942 — 01.03.1945 | 583-й истребительный авиационный полк | И-15бис, И-16, Як-9Д, передан в 296-ю иад |
| 01.07.1944 — 01.05.1946 | 777-й истребительный авиационный полк | Як-9М, передан в 29-ю иад                 |
| 06.08.1942 — 1956       | 973-й штурмовой авиационный полк      | И-15бис, Ил-2                             |
| 05.08.1945 — 1956       | 264-й штурмовой авиационный полк      | Ил-2, Ил-10                               |
| 05.08.1945 — 1956       | 398-й штурмовой авиационный полк      | Ил-2, Ил-10                               |
| 01.12.1945 — 01.04.1947 | 974-й штурмовой авиационный полк      | Ил-2, расформирован                       |

### Боевой состав на 3 сентября 1945 года
| Наименование                     | Вооружение |
| -------------------------------- | ---------- |
| 264-й штурмовой авиационный полк | Ил-2       |
| 398-й штурмовой авиационный полк | Ил-2       |
| 973-й штурмовой авиационный полк | Ил-2       |

### Боевой состав на 1952 год
| Наименование                     | Вооружение, Базирование               |
| -------------------------------- | ------------------------------------- |
| 264-й штурмовой авиационный полк | Ил-10, Хомутово (Сахалинская область) |
| 398-й штурмовой авиационный полк | Ил-10, Корсаков (Сахалинская область) |
| 973-й штурмовой авиационный полк | Ил-10, Хомутово (Сахалинская область) |

## Участие в операциях и битвах
- Маньчжурская операция:

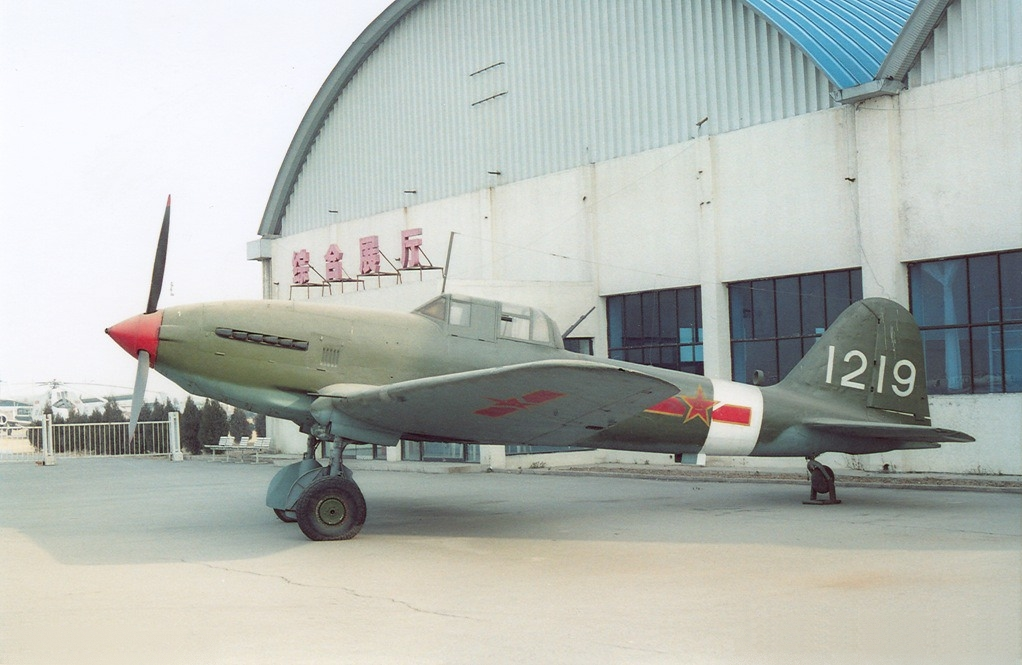
Ил-10 в музее Китая

  - Сунгарийская наступательная операция — с 9 августа 1945 года по 2 сентября 1945 года.

За время войны с Японией дивизия с 9 по 21 августа выполнила 711 боевых вылетов, из них 238 вылетов пришлось на долю истребителей 777-го истребительного авиационного полка, 147 из них сопровождались штурмовками наземных целей. Дивизия уничтожила более 130 автомобилей, 11 железнодорожных составов, 19 складов, в том числе два топливных, две казармы, девять долговременных огневых точек, 21 артиллерийское орудие (включая зенитки) и до полка пехоты. Собственные боевые потери составили два штурмовика Ил-2, подбитых зенитным огнём и совершивших вынужденные посадки, при этом все члены экипажей остались живы. Небоевых потерь не было.

## Почётные наименования
96-й штурмовой авиационной дивизии присвоено почётное наименование «Амурская».

## Благодарности Верховного Главнокомандующего
Дивизии за овладение всей Маньчжурией, Южным Сахалином и островами Сюмусю и Парамушир из группы Курильских островов, главным городом Маньчжурии Чанчунь и городами Мукден, Цицикар, Жэхэ, Дайрэн, Порт-Артур объявлена благодарность.

## Базирование
| Период      | Место базирования              |
| ----------- | ------------------------------ |
| 1945 — 1956 | Хомутово (Сахалинская область) |